# Mario Jelavić
Mario Jelavić, né le 20 août 1993 à Split en Croatie, est un footballeur croate. Il évolue au poste d'attaquant.

## Biographie

### En club
Jelavić fait ses débuts en faveur du club d'Hajduk Split, le 31 juillet 2011, contre le NK Zadar (défaite 1-0). Ce sera sa seule et unique apparition pour Hajduk Split. 
Lors de la saison suivante, Jelavić est transféré au NK Slaven Belupo, jouant un total de huit matchs, dont trois comme titulaire, pour aucun but marqué. 
Après des passages peu convaincants au VfL Bochum et avec l'équipe C de l'Atlético Madrid, il rejoint le club suédois d'Åtvidabergs FF, équipe évoluant en première division. Avec les suédois, il ne marquera qu'un seul but en 20 matchs. Aptès cette année passée en Suède, il revient dans son pays natal en signant au NK Solin, puis en faveur du NK Istra 1961.
Le 31 janvier 2018, il signe en faveur du club belge du RE Mouscron.
N'ayant que peu de temps de jeu, il casse son contrat le 1er décembre 2018.

### En équipe nationale
Avec les moins de 19 ans, il est l'auteur d'un triplé contre la Moldavie en novembre 2011, lors d'un match amical.